# Травников, Герман Алексеевич
Герман Алексеевич Травников (род. 15 декабря 1937, Мехонское, Челябинская область) — советский и российский художник. Народный художник Российской Федерации (2007). Работает в разной живописной технике (масляная живопись, графика), но предпочитает акварель.

## Биография
Герман Алексеевич Травников родился 15 декабря 1937 года в селе Мехонском Мехонского сельсовета Каргапольского района Челябинской области, ныне село входит в Шатровский муниципальный округ Курганской области.
В 1945 году поступил в первый класс начальной школы в селе Боровлянском Боровлянского сельсовета Белозерского района Курганской области. В 1951–1952 годах учился в школе посёлка Октябрьский Новосибирской области, жил у старшей сестры Эвелины. В 1952–1953 годах учился в 8-м классе райцентра Пихтовка Новосибирской области. Вернулся к родителям и в 1953–1955 годах учился в 9–10 классах школы села Исетского Тюменской области.
В 1955 году работал художником на Курганском машиностроительном заводе.
В 1956 году поступил учиться в Свердловское художественное училище.
В 1957–1959 годах служил в пограничных войсках КГБ СССР в Приморском крае. Получил спортивные разряды по 5 видам спорта. На боксерском ринге провел 17 боев. Выступал на первенстве по футболу в амплуа голкипера. Вступил в КПСС (в ВЛКСМ не состоял).
В 1959–1963 годах работал художником в универмаге (город Свердловск). На 3-м курсе училища пытался выйти из рядов КПСС, за непартийное поведение объявлен выговор с занесением в личное дело.
В 1963 году окончил Свердловское художественное училище.
В 1963–1964 годах работал художником кинотеатра «Спутник» (город Курган).
В 1964–1966 годах руководил изостудией Курганского государственного педагогического института.
В 1966–1968 годах работал художником на Курганской студии радиовещания и телевидения.
В 1967 году учился на курсах художников телевидения в городе Ленинграде. Принят в члены Союза художников СССР, впоследствии — Союза художников России.
В 1968–1969 годах участвовал в работе 3-го пленума правления Союза художников (город Москва).
В 1970 году вступил в члены Всероссийского Общества охраны памятников истории и культуры.
В 1972 году участвовал в работе 3-го съезда художников РСФСР в Москве.
В 1973 году утверждён членом областного художественного Совета Курганского облисполкома.
В 1975 году возглавил объединение молодых художников при Курганской организации Союза художников РСФСР.
В 1978 году утверждён членом комиссии по акварели при Союзе художников СССР.
В 1980 году Вступил в члены Всесоюзного общества «Знание». Избран членом комиссии Союза художников РСФСР по работе с молодыми художниками.
24-27 ноября 1981 года участвовал в работе 5-го съезда художников РСФСР (г. Москва, Большой Кремлёвский Дворец).
В 1982 году избран депутатом Курганского городского Совета народных депутатов.
С 1983 по 1990 год член Правления Союза художников СССР.
С 1984 по 1999 год секретарь Правления СХ РСФСР (СХ России).
В 1989 году вышел из КПСС по собственному желанию.
В 1998 году принял участие в работе 8-го съезда художников России (город Сергиев Посад).
10 января 2003 года выпущена почтовая марка «Курганская область» из серии «Россия», автор эскиза Г.А. Травников.
В 2024 году являлся доверенным лицом кандидата в президенты России Владимира Путина.

## Выставки
Герман Алексеевич принял участие в 160 выставках, провёл более 50 персональных выставок на Урале, в Сибири, многих городах страны.
- В ноябре 1954 года состоялась первая персональная выставка (20 рисунков и акварелей) в школе (с. Исетское).
- С 1964 года стал принимать участие в профессиональных художественных выставках. В 1964 году принял участие в Областной художественной выставке «Советское Зауралье» (г. Курган, КГТД).

Зарубежные выставки:
- 1971 год 4-я «Биеннале живописи стран социализма» (Польша, г. Щецин). Награждён бронзовой медалью.
- 1971 год Выставка «Советская акварель» (Чехословакия).
- 1972 год Выставка «Советская акварель» (Югославия, г. Белград).
- 1974 год Международная художественная выставка «Осеки — 74» (Польша, г. Кошалин).
- 1974 год Выставка «Советская акварель» (Монголия, г. Улан-Батор).
- 1975 год Персональная выставка акварели (Польша, города Кошалин, Слупск, Колобжег).
- 1975 год Выставка «Советская акварель» (Венгрия).
- 1975 год Выставка «Советская акварель» (Болгария).
- 1976 год Выставка «Советская акварель» (Польша).
- 1976 год Выставка «Советская акварель» (Болгария).
- 1977 год Выставка международного пленэра имени Николы Маринова (Болгария, г. Тырговиште).
- 1977 год Международная выставка анималистического искусства (Румыния).
- 1978 год Выставка советских и польских художников «СССР — ПНР» (г. Москва, г. Варшава).
- 1978 год Выставка советских, венгерских, польских и чехословацких художников «Пейзажи дружбы» . Москва, г. Катовице).
- 1981 год Выставка «Советская акварель» (Болгария, г. София).
- 1981 год Выставка «Советская акварель» (Куба, г. Гавана).
- 1981 год Выставка «Советская акварель» (Египет, г. Каир).
- 1982 год Выставка советских и болгарских художников (Болгария, г. София).
- 1993 год Персональная выставка живописи с участием дочери Юлии (г. Москва, посольство США).
- 1995 год Международная выставка «Акварель» (Исландия, г. Рейкьявик).
- 1995 год Персональная выставка «Акварель» (Австрия, г. Вена).
- 2001 год Персональная выставка в консульствах США и Великобритании (г. Екатеринбург).
- 2004 год Выставка «Художники Кургана» (Казахстан, г. Костанай).

Работы Г.А. Травникова находятся в Государственной Третьяковской галерее, Курганском, Архангельском, Красноярском, Туркменском, Карельском художественных музеях, в музеях Польши, Болгарии, Перми, Кызыла, художественных галереях Екатеринбурга, Челябинска, Тюмени и других городов. Его картины есть во многих частных собраниях и организациях разных стран. К примеру, в частных коллекциях Мстислава Ростроповича, семьи бывшего премьер-министра Пакистана Бхутто, у ценителей живописи США, Японии, Италии, Австралии, Аргентины и др.

## Награды и звания
- Звание «Народный художник Российской Федерации», 10 декабря 2007 года[8]
- Звание «Заслуженный художник РСФСР», 1982 год
- Медаль «За трудовую доблесть», 1986 год
- Медаль «В память 850-летия Москвы», 1997 год
- Медаль «Ветеран труда»
- Нагрудный знак «За заслуги перед польской культурой», 1979 год
- Почётное звание Курганской области «Почётный гражданин Курганской области», 1 апреля 2005 года
- Почётное звание «Почётный гражданин Шатровского района», 22 августа 2017 года[9][10][11]
- Курганскому областному художественному музею присвоено имя Г.А. Травникова, декабрь 2019 года[12][13]. С 30 апреля 2020 года музей входит в ГАУК «Курганское областное музейное объединение».
- Курганская городская премия «Признание».

## Семья
- Отец — Алексей Антонович (1911—1957), радиотехник, участник Советско-финляндской войны, после войны директор Боровлянского лесхоза
- Мать — Евдокия Ивановна (урожд. Соломатова, в 1-м браке Волкова, 1903, Уржум — 1988), работала в организациях снабжения
- Жена (с 1966) — Стрекаловских Ольга Константиновна, киноинженер;
  - Старшая дочь — Ника (род. 1967), в 1990 году окончила Ленинградский государственный университет, кандидат психологических наук;
  - Средняя дочь — Юлия (род. 1975), окончила Московский институт им. Г.С. Строганова. В 1999 году принята в Московский Союз художников;
  - Младшая дочь — Анна (род. 1977), окончила полиграфический институт в Москве.

## Увлечения
- Увлечения: музыка, поэзия, путешествия.
- Любимый вид отдыха: отдых на природе.
- Религиозные убеждения: близок к старообрядцам Поморского согласия (Древлеправославная поморская церковь).

## Книги
- Травников Г.А. Выставка акварели «Страна родная». Курган. 1983 / автор текста А. Львов ; художник А. Рыбин ; фото В. Бухрова. — Курган, 1983. — 17 с. — 2000 экз.[14]
- Травников Г.А. Каталог выставки. — Тюмень: Тюменская правда, 1988. — 16 с. — 500 экз.
- Травников Г.А. Выставка произведений (1990; Москва) Сто акварелей / Сост. М. Леванидова; Авт. ст. В. Веселов, О. Луцко. — М.: Сов. художник, 1990. — 31 с. — 1500 экз.[15]
- Герман Травников. Книга о художнике, написанная его друзьями и иллюстрированная им самим.. — М.: Юридический мир, 2008. — 398 с. — 1000 экз. — ISBN 5-91159-007-7.
- Дыхание Востока в произведениях Германа Травникова / ред. Л. А. Саверский. — Тюмень: Тюменский дом печати, 2013. — 160 с. — 1000 экз. — ISBN 978-5-87591-232-0.
- Отчий край в произведениях Германа Травникова. — Курган, 2019. — 191 с. — 1000 экз. — ISBN 978-5-87591-303-7.